# Himmelreich (Gemeinden Salzburg, Wals-Siezenheim)
Himmelreich ist ein Ort bei Salzburg, und
Ortschaft der Gemeinde Wals-Siezenheim im Bezirk Salzburg-Umgebung, mit Ortsteilen im Stadtteil Maxglan West der Statutarstadt Salzburg. Hier befindet sich das Airportcenter.

## Geographie
Das Dorf liegt etwa 4½ Kilometer westlich des Salzburger Zentrums, zwischen Flughafen (Airport W. A. Mozart) und der West Autobahn (A1), entlang der Innsbrucker Bundesstraße (Teil der B1), auf etwa 435 m ü. A.
Die Ortschaft Himmelreich von Wals umfasst um die 400 Gebäude, mit einem umfangreichen Gewerbe-, Handels- und Freizeitgebiet, die benachbarten Ortslagen in der Stadt Salzburg sind etwa 40 Adressen – dazu gehören die Häuser Loig und Pointing (Adressen Himmelreich).
Nachbarortschaften und Stadtteile
| Walserfeld * (Gem. Wals-Siezenheim) | Schwarzenbergkaserne (Gem. Wals-Siezenheim) | Pointing                     |
| Wals (Gem. Wals-Siezenheim)         | Kompassrose, die auf Nachbargemeinden zeigt | Maxglan West (Gem. Salzburg) |
|                                     | Viehhausen (Gem. Wals-Siezenheim)           | Loig                         |

* grenzt formal nicht direkt an, da die Autobahn zwischen Anschlussstelle Salzburg-Flughafen (Kaserne) und Salzburg-West amtlich zur Ortschaft Schwarzenbergkaserne gerechnet wird

## Geschichte
Himmelreich entstand im späteren 18. Jahrhundert als Ansiedlung eines Steinmetzen namens Waldhutterer und dürfte in täuferischer Tradition benannt sein: Verkehrsgünstig an der Fernroute, wurde in einer Manufaktur der Untersberger Marmor zu Grabsteinen, Grenzsäulen, Statuen und anderem verarbeitet
(ein Himmel-Flurname zu ‚gewölbt‘ erscheint hier im Walser Feld weniger plausibel).
Über Viehhausen und die Walser Wiesen führte der Weg zum Abbau nach Glanegg.
Ab Mitte des 19. Jahrhunderts befand sich hier auch der Himmelreichwirt.
Einschneidendes Ereignis der Ortsgeschichte ist die Schlacht am Walserfeld 12.–14. Dezember 1800 im Ersten Napoleonischen Krieg gegen die anrückenden Franzosen, als die Hauptkampflinie direkt hier verlief.
Himmelreich stellte nach Gründung der Ortsgemeinden 1848/49 eine Ortschaft der Gemeinde Siezenheim dar und umfasste neben dem Ort selbst die Häusergruppen Eichet, Loig, Pointing, Taxach und die Loiger Felder.
Später kam sie zu Wals.

1939 wurde die neue Gemeinde- (und Bezirks-)Grenze über Loig–Pointing gezogen, sodass die östlichsten Häuser zur Stadt Salzburg kamen (zuerst Stadtteil Taxham, dann Taxham West).
Die Ortsentwicklung setzt dann besonders in der Wiederaufbauzeit ein und hält bis heute an. In den späteren 1950ern wurde die West Autobahn, deren Bau schon 1939 begonnen hatte, aber 1941 zum Erliegen kam, fertiggestellt, und westlich von Himmelreich die Anschlussstelle Salzburg-West (Exit 297) errichtet. Parallel entwickelte sich der Flughafen (heute W.A. Mozart), anfangs eine Air-Base der amerikanischen Besatzungstruppe in der Schwarzenbergkaserne (Camp Roeder).

In den 1990ern wurde die ehemals nur für die Schwarzenbergkaserne vorgesehene Autobahnabfahrt auch in der Fahrspur Wien erweitert und als Anschlussstelle für den Flughafen ausgebaut (Salzburg-Flughafen Exit 296), und zwischen Himmelreich und Autobahn entstand ein umfangreiches Gewerbe-, Einkaufs- und Freizeitgebiet, das Airportcenter, mit Kinocenter (Cineplexx), Großmarkt (Metro), einem Outlet-Center (McArthurGlen) und etlichen Gastbetrieben.

Ein Versuch der Wals-Siezenheimer Gemeindeverwaltung, Himmelreich und Viehhausen als Ortskern nach Salzburger Raumordnungsgesetz (ROG, seinerzeit i. d. F. 1998) auszuweisen, was eine weitere Ansiedlung gefördert hätte, scheiterte 2004 an der Landesregierung.
Heute gehören die noch vorhandenen Wiesen südlich Himmelreich zum Salzburger Grüngürtel nach Raumentwicklungskonzept (REK 2007) und stehen unter gewissem Schutz.